# Dirk Brossé
Dirk ridder Brossé (Gent, 18 februari 1960) is een Belgisch componist, dirigent.

## Levensloop
Dirk Brossé is geboren in Gent, en opgegroeid in Heusden (Oost-Vlaanderen). Hij studeerde eerst aan de muziekacademie bij Georges Vanhoute, de trombonist van het Groot Harmonieorkest van de Belgische Gidsen uit Brussel, die hem belangrijke impulsen gaf om zich beroepshalve op de muziek te gaan toeleggen. Hij studeerde aan het Koninklijke Conservatorium te Gent, muziektheorie, harmonieleer, trompet en piano. Nadat hij de diploma's had behaald, ging hij naar het Koninklijke Muziek-Conservatorium te Brussel, waar hij zijn studies in contrapunt en fuga voltooide. Verdere studies deed hij aan het Conservatorium Maastricht in Maastricht, Nederland, bij Anton Kersjes en Lucas Vis orkestdirectie, aan het Conservatoire National de Région de Nice in Nice, Frankrijk en in Wenen, Oostenrijk, bij Julius Kalmar. De lessen van componisten François Glorieux, Frederik Devreese en Leonard Bernstein hebben een belangrijke invloed op hem gehad. Afsluitend studeerde hij aan de Rheinische Musikhochschule te Keulen, Duitsland, bij Volker Wangenheim dirigeren , waar hij cum laude afstudeerde.
In 1974 en 1979 was hij als solotrompettist met de Nationale Jeugd-Brass-Band België en ook met het Nationaal Jeugdorkest van België in de Verenigde Staten. In 1981 begeleidde hij het Wereld Jeugdorkest op zijn concertreizen. Sinds 1984 heeft hij optredens als gastdirigent in Chicago, Wenen, Keulen en Amsterdam. Sinds 1999 is hij artistiek directeur van het Tokio International Music Festival en huisdirigent van het Internationaal Filmfestival van Vlaanderen-Gent, waar hij dirigent is tijdens het gala van de World Soundtrack Awards. Hij stichtte het Trumpet Choir te Brussel.
Brossé is professor dirigeren en compositie aan het Koninklijke Conservatorium van Gent en is artistiek directeur van het Symfonie-Orkest van Brussel, alsook chef-dirigent van het Nationaal Jeugdorkest van België. Hij was ook gastdirigent van London Philharmonic Orchestra, Philharmonic Orchestra of Shanghai, KBS Symphony Orchestra, Zuid-Korea, The World Symphony Orchestra in Japan, The Ulster Symphony Orchestra of Northern Ireland, The Camerata Sint-Petersburg, van het Rotterdams Philharmonisch Orkest, London Symphony Orchestra alsook van de nationale orkesten van Venezuela, Colombia en Ecuador.
Van 8 tot en met 22 september 2007 dirigeerde Brossé het Noord Nederlands Orkest (NNO) met het cross-overprogramma Symphonic echoes of Pink Floyd, waarin de grote hits van de Engelse popformatie centraal stonden. 
Op 28 oktober 2007 dirigeerde hij het London Symphony Orchestra in de Royal Albert Hall in Londen, met muziek van Patrick Doyle, en gastoptredens van Emma Thompson, Sir Derek Jacobi, Kenneth Brannagh e.a.
Op 30 november 2007 was Dirk te gast op de European Film Academy Awards met het Vlaams Radio Orkest, en eind december verzorgde hij met het Orchestre de la Suisse Romande een kerstspecial met Julia Migenes (uitgezonden op ARTE en TV5 World op 24/12/2007).
Hij werd door de Amerikaanse componist John Williams uitgekozen om de filmmuziek van Star Wars te dirigeren tijdens de wereldtournee 'Star Wars, a musical journey'. Vanaf het seizoen 2010-2011 heeft Brossé de artistieke leiding van de Chamber Orchestra of Philadelphia.
Brossé is getrouwd met Claire Tillekaerts, gedelegeerd bestuurder van Flanders Investment and Trade. De moord op zijn stiefdochter Aurore Ruyffelaere tijdens de Gentse Feesten op 28 juli 2013 haalde in Vlaanderen dagenlang de media.

## Onderscheidingen
Medio november 2014 raakte bekend dat Brossé de gouden erepenning van het Vlaams Parlement krijgt toegewezen, voor het genre film en musical.
Op 8 juli 2013 werd aan Brossé erfelijke adeldom verleend met de persoonlijke titel van ridder.
- 2016 UnitedHumans Award samen met Jef Neve

- nominatie voor een International Film Music Critics Association Award voor de filmmuziek voor de natuurfilm Onze Natuur, februari 2023

## Composities (Selectie)

### Werken voor orkest
- 1986 On Safari
- 1990 Bacob Overture
- 1991 Music in Mycology
- 1992 Ouvertura
- 1992 La Soledad de America Latina, Symfonisch gedicht voor orkest, obligate cello, precolumbiaanse instrumenten en verteller
- 1995 Flanders international Film Festival Overture
- 1995 Artesia - Symphony Nr. 1, voor jongenssopraan, koor en orkest
- 1995 Daens Suite
- 1996 Bit by Bit
- 1996 Principals
- 1996 Le Nozze di Sacco
- 1997 The Birth of Music - Symphony Nr. 2, voor orkest en etnische instrumenten
- 1997 Light Main Theme
- 1999 Millennium Overture
- 1999 Inferno

### Werken voor harmonie- en fanfareorkest
- 1986 7 Inch Framed
- 1987 Oscar for amnesty, voor spreker en symfonisch blaasorkest
- 1989 El Golpe Fatal
- 1989 Elegy for a lost Friend
- 1992 La Soledad de America Latina, voor spreker, Colombiaanse instrumenten en symfonisch blaasorkest
- 1992 Music for a Celebration
- 1995 And the winner is...
- 1999 War Concerto for Clarinet and Symphonic-Band
- 1999 Elegy, voor klarinet of basklarinet en klarinettenkoor
- 2000 Milestone Overture
- 2002 Tintin - Prisoners of the Sun - Arr. Johan de Meij
- Nearly Beloved
- 2008 Musical Daens Suite - Arr. Jan Rypens

### Filmmuziek
- 1985 Springen
- 1990 Koko Flanel
- 1993 Daens
- 1993 Marie
- 1998 Licht, When the light comes
- 2005 Knetter
- 2011 Parade's End
- 2016 Knielen op een bed violen

### Muziektheater

#### Musical
- 1996 Sacco & Vanzetti - libretto: Frank Van Laecke en Paul Berkenman.
- 2001 Kuifje: De Zonnetempel - libretto: Seth Gaaikema - première: 15 september 2001, Antwerpen, Stadschouwburg - dirigent: Dirk De Caluwé
- 2006 Rembrandt - libretto: Anna De Graef - première: 15 juli 2006, Amsterdam, Koninklijk Theater Carré - dirigent: Max Smeets
- 2008 Daens - libretto: Allard Blom en Frank Van Laecke - première: 4 oktober 2008, Antwerpen Berchem, Voormalig postsorteercentrum Antwerpen X - dirigent: Dirk De Caluwé
- 2014 '14-'18 - libretto: Allard Blom en Frank Van Laecke - première: 20 april 2014, Mechelen, Nekkerhal

### Vocale muziek
- 1994 Landuytcyclus, voor sopraan en orkest
- 1995 La Vida es un Sueño, voor sopraan en orkest
- 2000 Beauty to the Surface brought, voor sopraan en orkest
- 2003 I loved you, voor sopraan en orkest

### Oratoria
- 2000 Juanelo Charles V, oratorium voor solisten, gemengd koor en orkest

### Koormuziek
- 2003 Cogito, Ergo Sum

### Kamermuziek
- 2009 Earth Tones, voor kamermuziekensemble (Arco Baleno o.l.v. Peter Verhoyen) en etnische instrumenten

### Natuurdocumentaires
- 2022 Onze Natuur, Belgische natuurdocumentaire begeleid door klassieke muziek